# Salitre (Ceará)
Salitre é um município brasileiro do estado do Ceará. Sua população estimada em 2014 era de 16 070 habitantes.
A principal atividade econômica do município é a Mandiocultura. 
A agricultura familiar é destaque com o plantio de milho e feijão; considerada capital da mandioca com mais de 200 casas de farinha (fábricas) de farinha e outros produtos e subprodutos derivados da mandioca. 
Salitre possui um ponto turístico denominado morro da cruz. Uma serra da chapada do Araripe onde fiéis católicos acreditam ser sagrado.
Neste município foi encontrado um fóssil de um bicho preguiça gigante, sendo destaque nacional na TV Cultura através de um programa que tratou do tema.

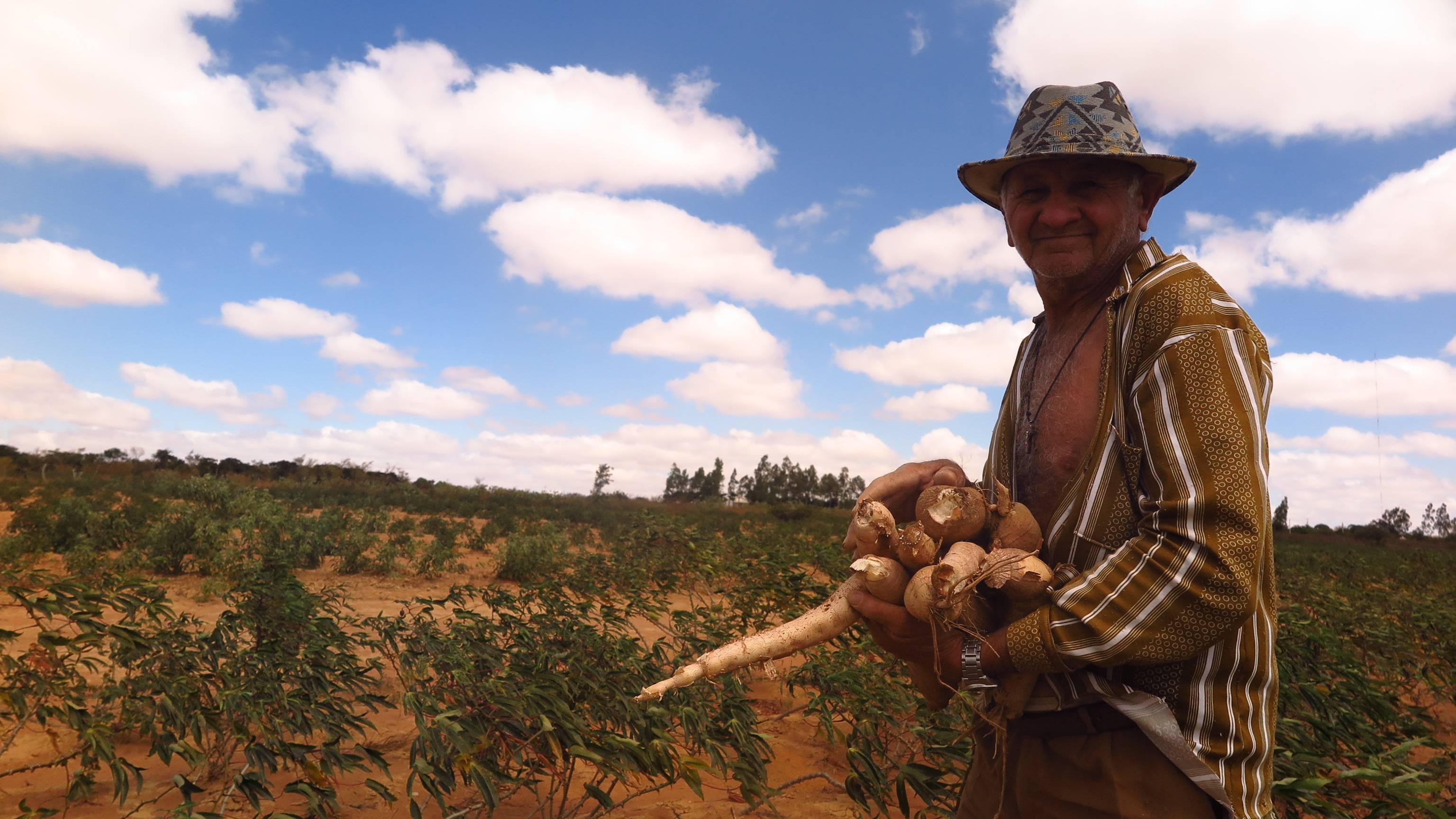
João Novo

## História

### Formação administrativa
Distrito  criado  com  a  denominação  de  Salitre,  pelo decreto  estadual  nº  448,  de  20-12-1938, subordinado ao município de Campos Sales. Em divisão territorial datada de 1-7-1960, o distrito de Salitre permanece no município de Campos Sales. Assim permanecendo em divisão territorial datada de 18-VIII-1988. Elevado  à  categoria  de  município  com a  denominação  de  Salitre,  pela  lei  estadual nº 11.467,  de  30-06-1988,  desmembrado  de  Campos  Sales. Sede  no  antigo  distrito  de  Salitre. Constituído de 3 distritos: Salitre, Caldeirão e Lagoa dos Crioulos, todos criados pela mesma lei estadual acima citada. Instalado em 01-01-1989. Em divisão territorial datada  de  1991,  o  município  é  constituído  de  3  distritos:  Salitre, Caldeirão e Lagoa dos Crioulos. Assim permanecendo em divisão territorial datada de 2007.